# 塞纳河畔布赖
塞纳河畔布赖（法語：Bray-sur-Seine，法語發音：[bʁɛ syʁ sɛn] ⓘ）是法国塞纳-马恩省的一个市镇，属于普罗万区。

## 地理
塞纳河畔布赖（48°24'53"N, 3°14'20"E）面积2.15 平方千米，位于法国法蘭西島大區塞纳-马恩省，该省份为法国北部内陆省份，北起瓦兹省，西接埃松省、马恩河谷省、塞纳-圣但尼省和瓦兹河谷省，南至卢瓦雷省，东南接约讷省，东临马恩省和奥布省，东北接埃纳省。
与塞纳河畔布赖接壤的市镇（或旧市镇、城区）包括：穆索莱布赖、塞纳河畔穆伊。

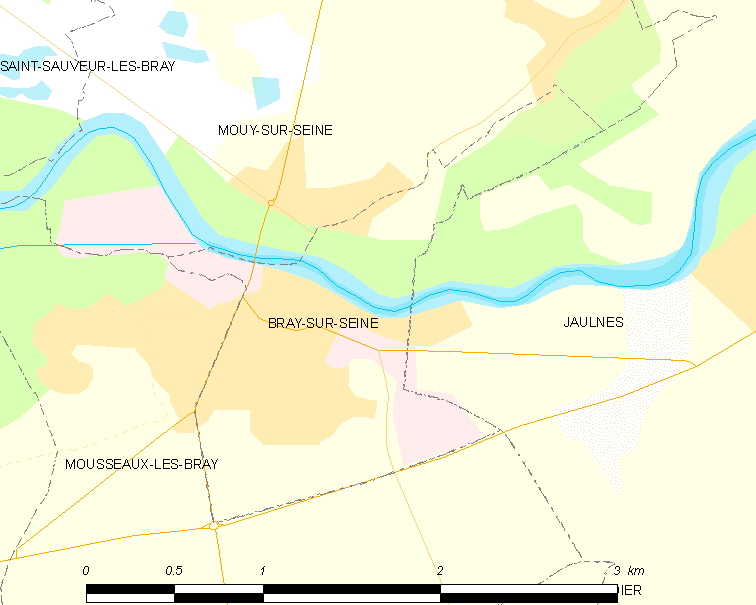
塞纳河畔布赖的OSM定位图

塞纳河畔布赖的时区为UTC+01:00、UTC+02:00（夏令时）。

## 行政
塞纳河畔布赖的邮政编码为77480，INSEE市镇编码为77051。

## 政治
塞纳河畔布赖所属的省级选区为普罗万县。

## 人口

1962-2008年间塞纳河畔布赖人口变化图示

塞纳河畔布赖于2022年1月1日时的人口数量为2378人。